# Hodolany
Hodolany (německy Hodolein) jsou bývalé město, nyní městská čtvrť a katastrální území na východě statutárního města Olomouce s cca 9 tisíci obyvateli. Rozděleny jsou železniční tratí fakticky na dvě části, působí zde proto také dvě komise městských částí, jedna pro Nové Hodolany na západě a druhá pro Staré Hodolany a Bělidla na východě.

## Název
Nejstarší doklady mají podobu Hodena (1258), Hodina (1275, 1276, 1305), Hodnian (1398). Původní název zřejmě zněl Hodoníňané a šlo vlastně o pojmenování obyvatel vsi („lidé z Hodonína“). Z toho (přes mezistupeň Hodoníňany) zkrácením vzniklo Hodňany, na které ukazuje (možná do němčiny převzatá) nejstarší doložená podoba Hodena. První doklad se souhláskou -l je z roku 1446 (Hodolany). Za jeho vznikem stojí asi disimilace (rozrůznění) souhlásek ň – n (Hodňany > Hodlany) a dále přiklonění k nářečnímu hódoli – "údolí".

## Historie

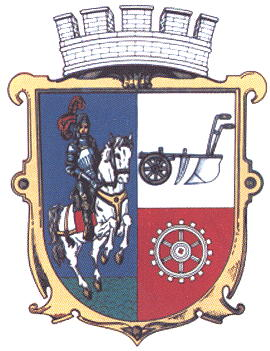
Znak města Hodolany

První písemná zmínka o vesnici Hodolany, známa byla i pod názvy Hodena nebo Hodinany, pochází z roku 1228. Až do vzniku obecní samosprávy roku 1850 byla církevním majetkem, od roku 1275 je doloženo vlastnictví olomoucké kapituly. Hodolany spadaly pod duchovní správu v Holici, kam až do roku 1808, kdy byla postavena hodolanská škola, docházely i děti do školy. Při stavbě tereziánské pevnosti roku 1746 došlo ke zboření její západní části, z původní zástavby tak zůstala jen její východní část zvaná Stará Víska.
Nejvýznamnější událostí v dějinách obce bylo přivedení Severní dráhy, díky níž došlo k mohutnému rozvoji průmyslu a nárůstu počtu obyvatel v do té doby malé vesnici. Roku 1862 zde vznikl lihovar Spolku moravských cukrovarů (dnes Seliko), 1876 Langrova sladovna, 1896 cementárna Hrůza a Rosenberg, 1907 železárny Kosmos (po znárodnění Sigma), 1908 továrna Frieda a Knöpfelmachera (Union) a z Olomouce sem byla přeložena továrna na cukrovinky Zora, 1909 továrna na telefony a telegrafy Roberta von Lieben. Vznikly zde i další závody a živnosti. Z Bělidel sem bylo v letech 1871–1876 také přeneseno hlavní nádraží. Železniční koleje ovšem obec rozdělily na dva relativně samostatné celky, za tratí se směrem k Olomouci rozvíjely Nové Hodolany, na východě zůstaly Staré Hodolany.
Vesnice byla vždy národnostně českou. Už v roce 1850 byla postavena nová česká škola, v roce 1874 druhá a v roce 1904 i česká měšťanka. Existoval zde čtenářsko-pěvecký spolek Pokrok, od 10. března 1901 Sokol (první tělocvičnou byl sál hostince U Mačáků na dnešní Hodolanské ulici a prvním starostou se stal br. Tomáš Mačák) a po roce 1904 Národní jednota. Vzhledem k průmyslovému charakteru obce tady po roce 1896 začala působit sociální demokracie, přičemž na rozvoji dělnického hnutí měl největší zásluhu Felix Časný, pozdější poslanec a senátor. Nejvýznamnějším starostou byl Antonín Mačák. V roce 1906 byla zavedena kanalizace a vodovod, o rok později pošta a roku 1912 byla postavena obecní elektrárna. Téhož roku došlo k založení fotbalového klubu FK Hodolany. V roce 1913 císař František Josef I. povýšil Hodolany na město, což bylo chápáno jako protiváha dlouholetému soupeři na západní straně Olomouce, německé Nové Ulici. Prvním a rovněž i posledním starostou města Hodolany byl Tomáš Mačák. Městem však Hodolany nezůstaly dlouho, už v roce 1919 došlo k vyhlášení tzv. Velké Olomouce, do které byly začleněny.
Hodolany se tak dále rozvíjely už jen v rámci Olomouce. Po skončení druhé světové války zde byl až do roku 1946 provozován internační tábor, kde byli vězněni, mučeni a popravováni Němci. V roce 1948 veřejná knihovna hlavního města Olomouce otevřela pobočku Hodolany.
| Rok      | 1869 | 1880   | 1890   | 1900   | 1910 | 1921 | 1930 |
| -------- | ---- | ------ | ------ | ------ | ---- | ---- | ---- |
| Obyvatel | 1069 | 2070   | 3129   | 4920   | 6418 | 6625 | 8237 |
| Domů     | 102  | 127    | 181    | 270    | 339  | 415  | 673  |
| Rok      | 1950 | 1961   | 1970   | 1980   | 1991 | 2001 | 2011 |
| Obyvatel | 8290 | 10 748 | 12 689 | 10 963 | 8860 | 8838 | 8634 |
| Domů     | 881  | ?      | 964    | 945    | 926  | 937  | 1009 |

1. ↑  Z toho 7171 osob národnosti československé, 721 německé a 345 ostatních.[13]

## Rolsberk
Roku 1785 byl rozparcelován zdejší kapitulní dvůr a vzniklé pozemky byly přiděleny 28 familiantským rodinám, čímž podél cesty k Holici vznikla malá osada Rolsberk (Rollsberg). Nazvána byla podle probošta kapituly Jana Matěje Butze z Rolsbergu. Osadníci byli vesměs Němci, během tří generací se ale počeštili. Po získání obecní samosprávy v roce 1850 se celá obec oficiálně nazývala Hodolany-Rolsberk, která měla společnou obecní radu, ale finanční záležitosti se projednávaly odděleně a také katastry Hodolan a Rolsberku byly až do roku 1935 evidovány samostatně. Dnes po osadě zůstal pouze název Rolsberská ulice.

## Pamětihodnosti
- Sbor Církve československé husitské z roku 1927
- Kostel Panny Marie Pomocnice křesťanů na Jiráskově ulici z roku 1907
- Kamenná boží muka stojící v Tovární ulici u čokoládovny Zora (připomínají tragickou událost z roku 1527[15])
- Olomouc hlavní nádraží

## Fotogalerie

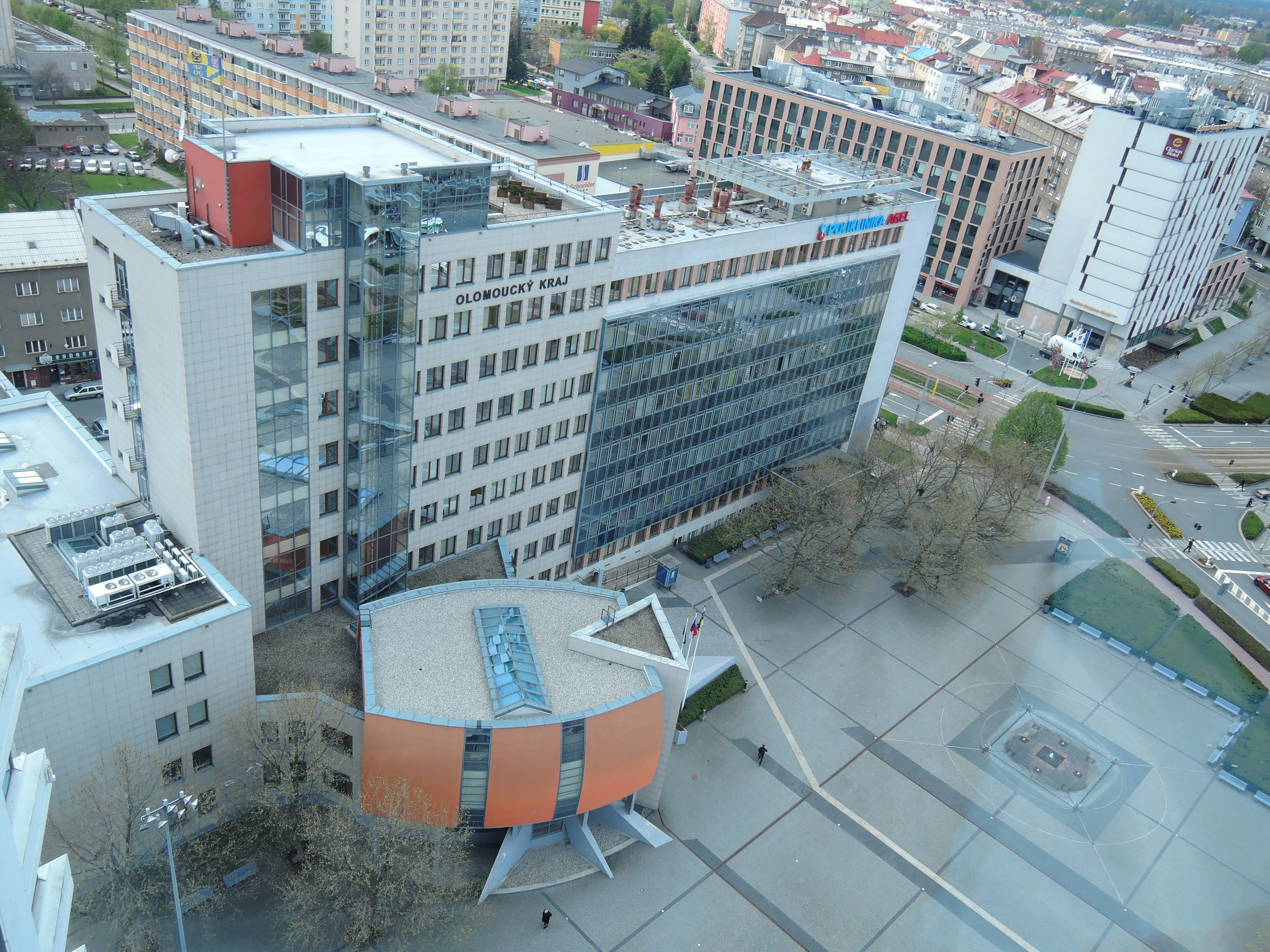
Krajský úřad
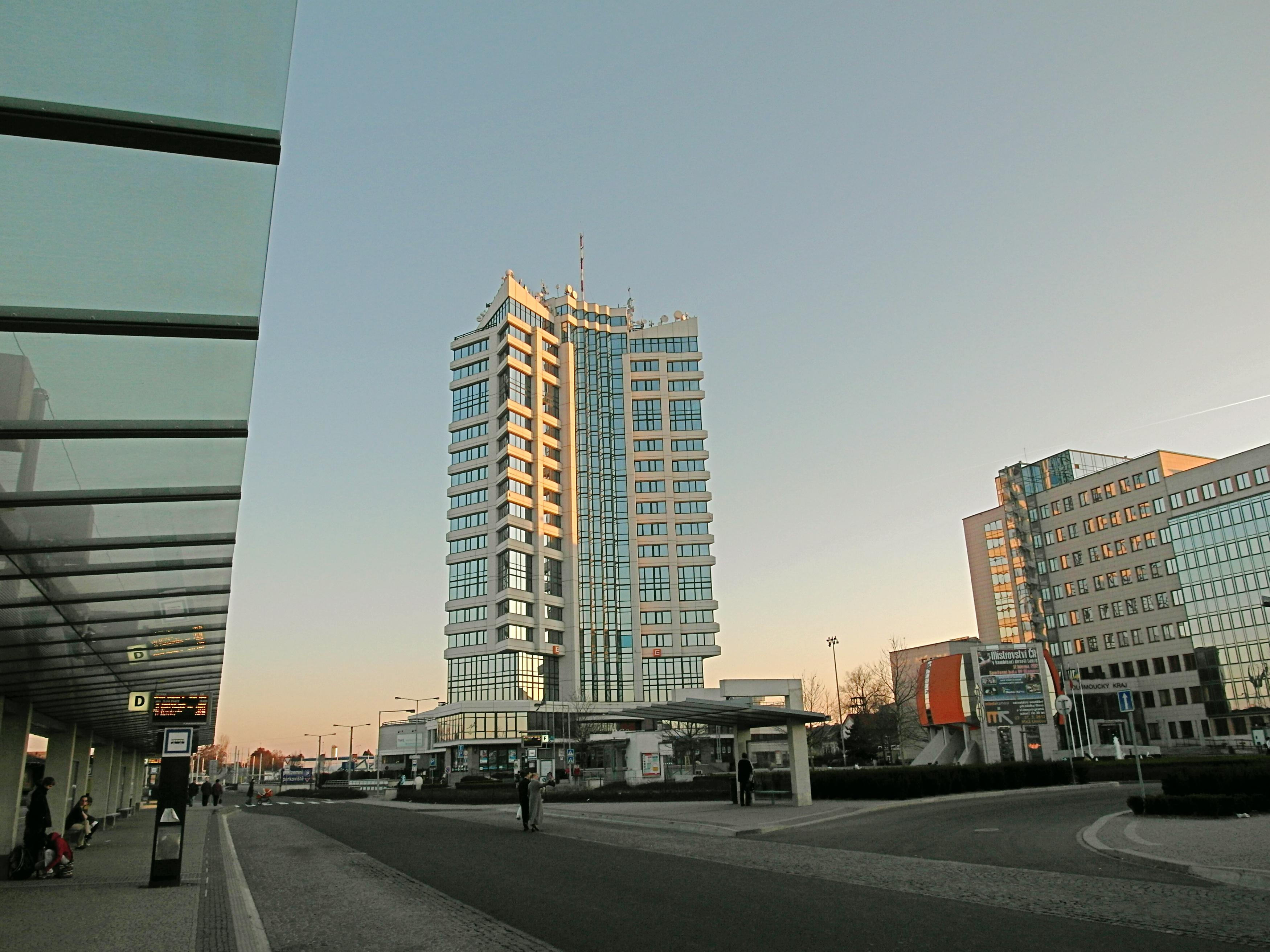
Regionální centrum
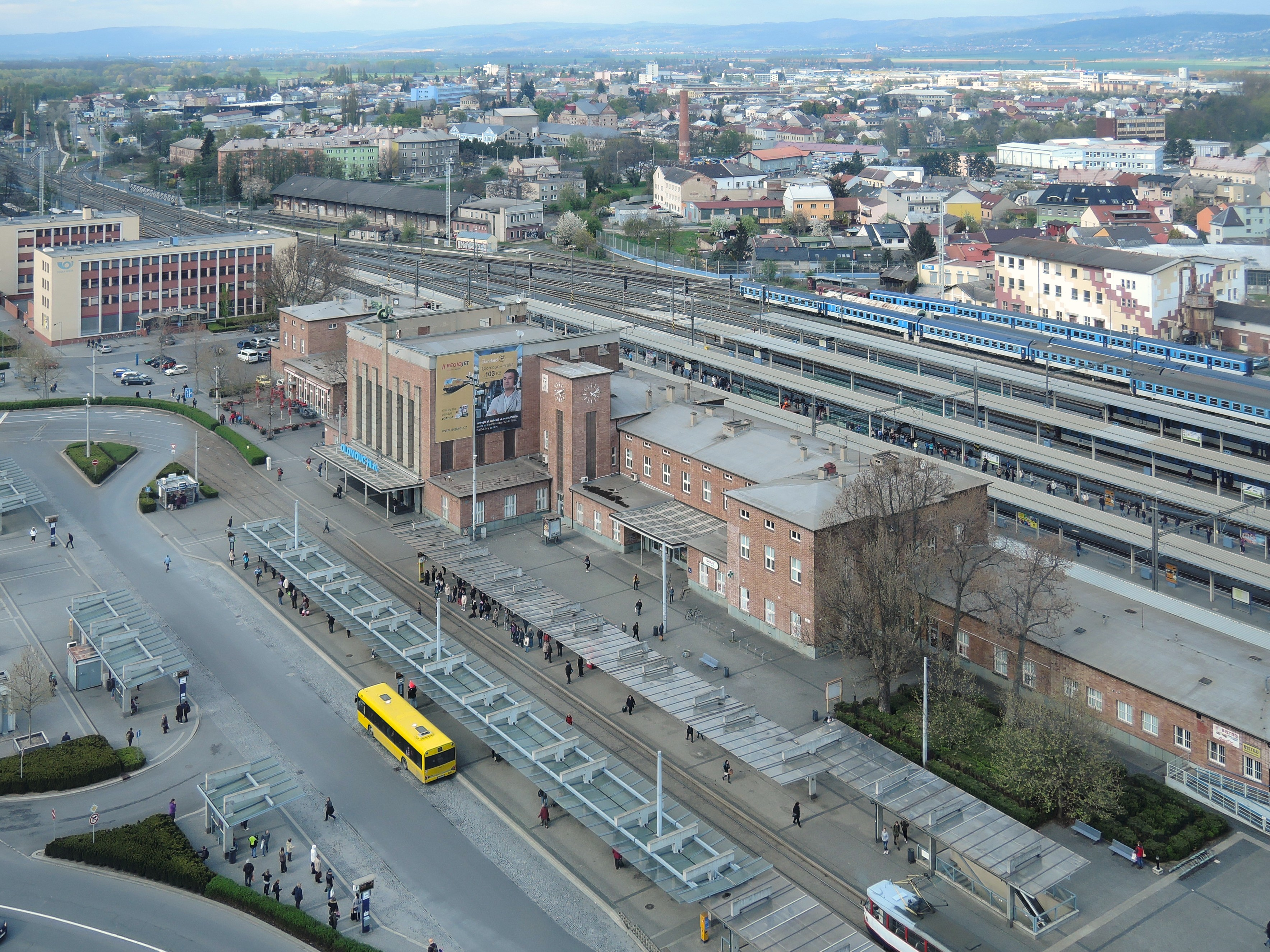
Hlavní nádraží
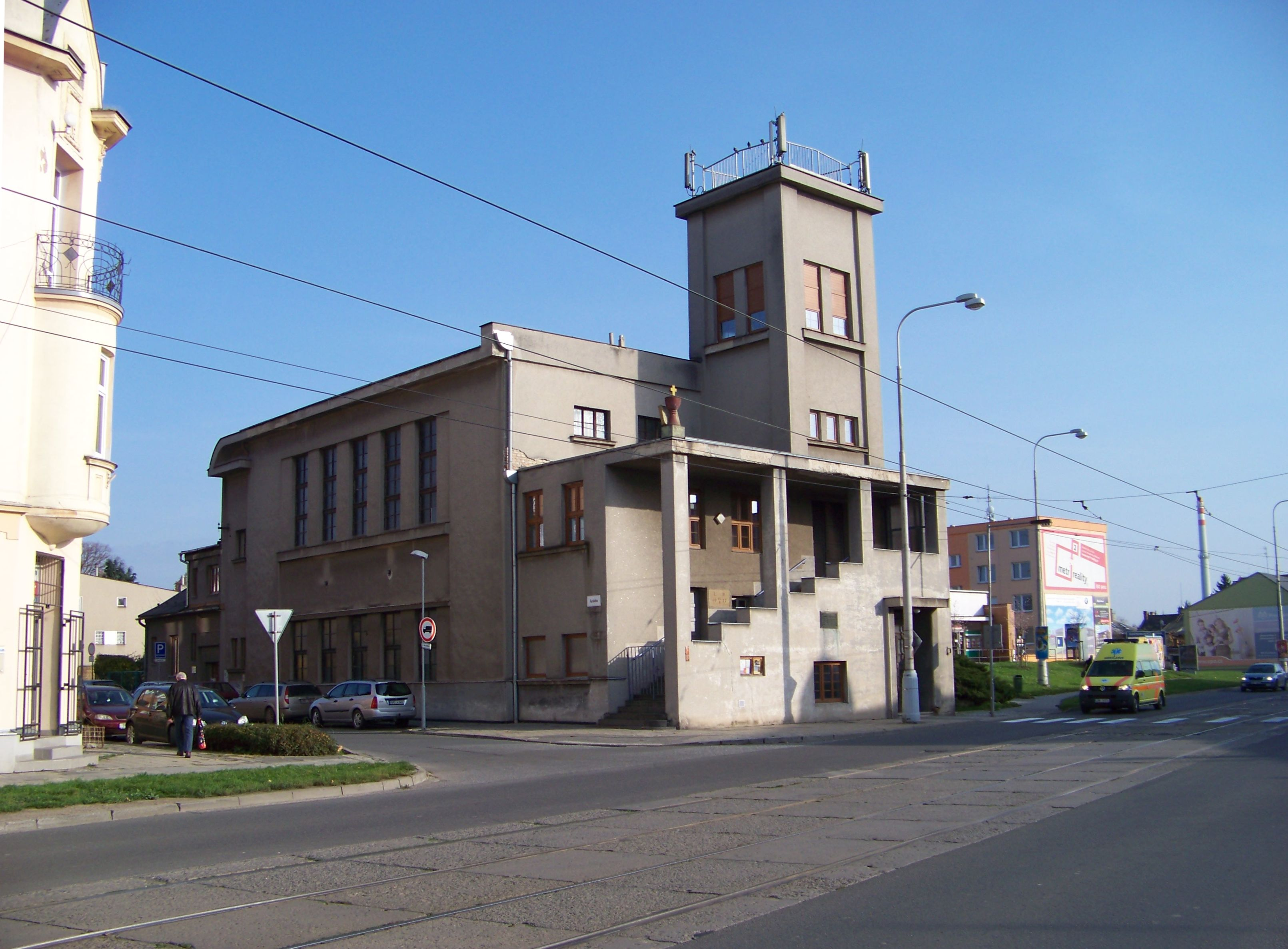
Husův sbor
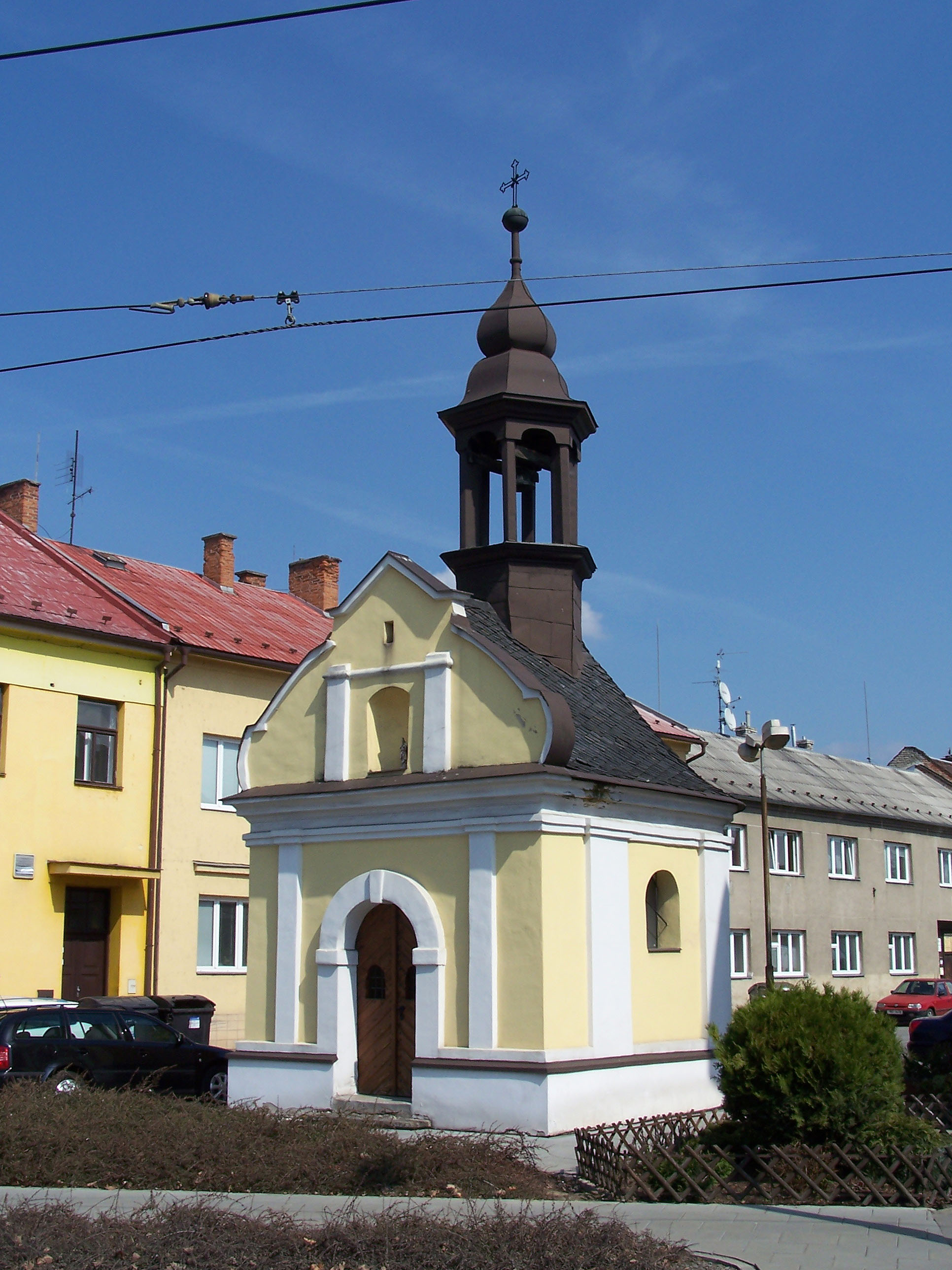
Kaplička v ulici Elišky Krásnohorské
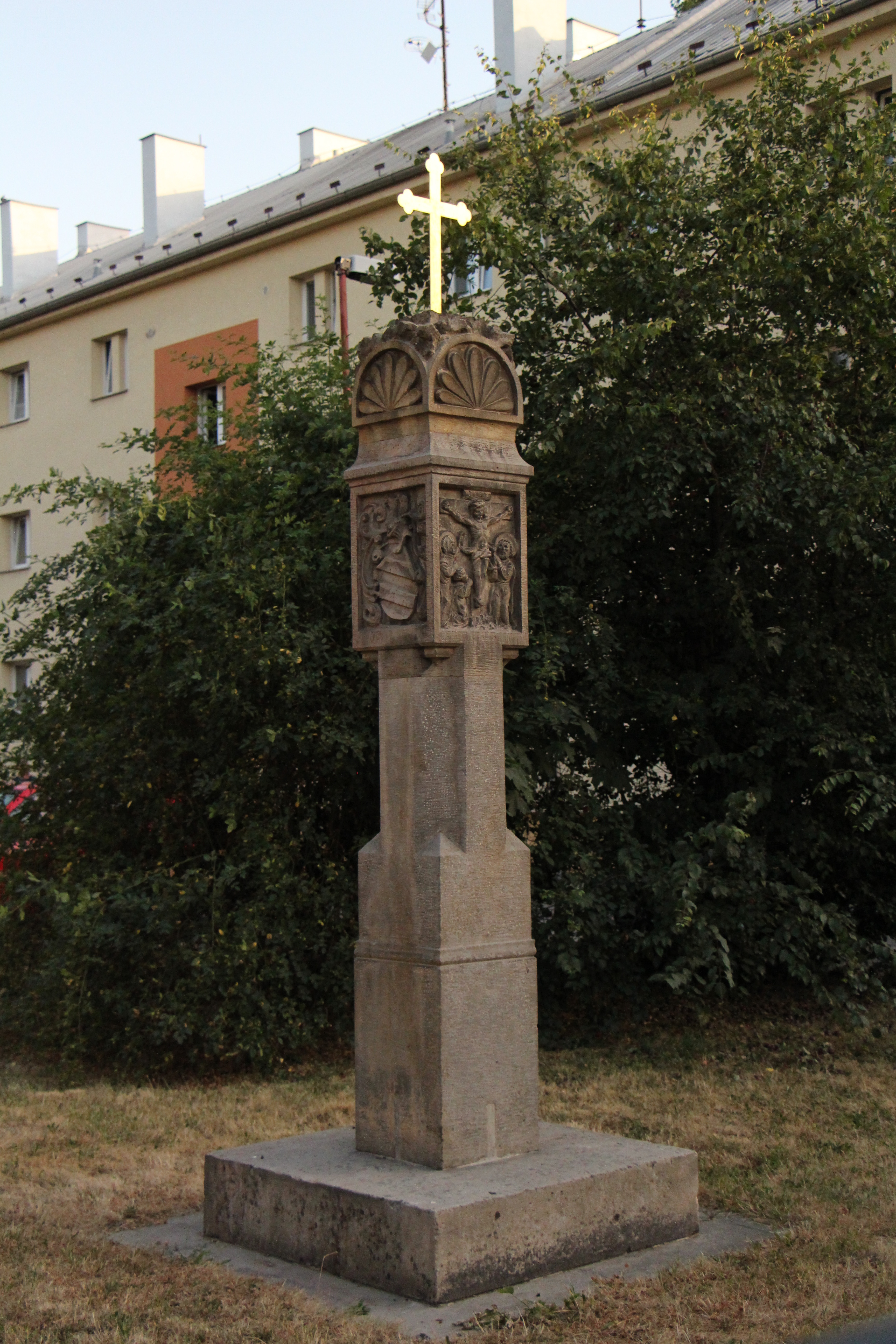
Boží muka v Tovární ulici